# Der Blutschwur
Der Blutschwur (Originaltitel: Blood Oath) ist die 19. Folge der zweiten Staffel der US-amerikanischen Science-Fiction-Fernsehserie Star Trek: Deep Space Nine. Sie wurde in den Vereinigten Staaten über Syndication vermarktet und erstmals am 27. März 1994 auf verschiedenen Fernsehsendern ausgestrahlt. In Deutschland war sie zum ersten Mal am 22. September 1994 in einer synchronisierten Fassung auf Sat.1 zu sehen.

## Handlung
Im Jahr 2370 kommt der Klingone Kor auf die Raumstation Deep Space Nine. Da er es mit dem Feiern übertreibt, wird er von Sicherheitschef Odo wegen Trunkenheit in eine Zelle gesperrt. Sein alter Freund Koloth will ihn zunächst auslösen, überlegt es sich dann aber anders, als er sieht, in welch erbärmlichem Zustand sich Kor befindet. Die junge Wissenschaftsoffizierin Jadzia Dax wird hellhörig, als sie von der Anwesenheit der beiden Klingonen erfährt. Sie sorgt für Kors Freilassung und trifft sich mit ihm, Koloth und einen dritten Klingonen namens Kang. Es stellt sich heraus, dass die Drei ihretwegen auf die Station gekommen sind – allerdings hatten sie nicht mit einer entscheidenden Veränderung gerechnet: Jadzia Dax ist eine vereinigte Trill, sie trägt den Dax-Symbionten aber erst seit zwei Jahren in sich. Die Klingonen sind alte Freunde des vorherigen und inzwischen verstorbenen Wirts Curzon Dax. Im späten 23. Jahrhundert waren sie damit beauftragt worden, einen Kriminellen zu jagen, der als „der Albino“ bekannt ist und der immer wieder klingonische Kolonien überfiel. Zwar konnten seine Komplizen gefasst und seine Machtbasis zerstört werden, doch der Albino entkam und schwor, sich an den Erstgeborenen der Klingonen zu rächen. Das gelang ihm auch und er tötete ihre drei Söhne. Kang, Kor und Koloth leisteten daraufhin einen Blutschwur, dass sie nicht eher ruhen würden, bis der Albino aufgespürt und getötet ist. Curzon Dax leistete diesen Schwur ebenfalls, da er der Pate von Kangs Sohn war.
Kang berichtet, es sei ihm jetzt endlich gelungen, das Versteck des Albinos ausfindig zu machen und es sei nun Zeit, den Blutschwur zu erfüllen. Im Gegensatz zu Kor, der Jadzia sofort als Curzons Nachfolgerin akzeptiert, haben Kang und Koloth erhebliche Vorbehalte dagegen, dass sie sie begleiten soll. Koloth hält sie für zu jung und nicht kampferfahren genug, doch es gelingt ihr, ihn zu überzeugen, indem sie ihn im Zweikampf besiegt. Kang bezweifelt, dass Jadzia an einen Schwur gebunden ist, den Curzon geleistet hat. Sie macht ihm aber klar, dass sie durch ihren Symbionten sämtliche Erinnerungen von Curzon in sich trägt und damit weiterhin ein Recht auf Rache hat. Widerwillig stimmt Kang schließlich zu.
Innerlich ist Dax allerdings hin- und hergerissen. Sie vertraut sich der bajoranischen ersten Offizierin Kira Nerys an, die während der cardassianischen Besatzung ihrer Heimatwelt im Widerstand war. Von ihr möchte sie wissen, wie es ist, jemanden zu töten. Kira erklärt ihr, dass man dadurch stets einen Teil von sich selbst verliert. Als Commander Benjamin Sisko von Dax’ Plänen erfährt, weigert er sich, ihr die Teilnahme an dem Unternehmen der Klingonen zu gestatten. Angesichts ihrer Freundschaft macht er daraus aber keinen Befehl, sondern er macht lediglich deutlich, dass sie nicht erwarten kann, dass die Dinge nach ihrer Rückkehr einfach so weiterlaufen wie zuvor.
Schließlich bricht Dax mit den drei Klingonen auf Kangs Schiff auf und sie besprechen ihre Strategie. Kang schlägt einen Frontalangriff vor. Dax erscheint dies als leichtsinnige Selbstmordmission und sie sucht das Zwiegespräch mit Kang. Er gesteht ihr, dass er vom Albino kontaktiert wurde. Der sei es leid, sein Leben lang verfolgt zu werden. Er bot Kang daher an, mit seinen Kameraden gegen ihn und 40 seiner besten Krieger in einem letzten glorreichen Kampf anzutreten. Kang akzeptierte dieses Angebot. Dax findet, dass er den Tod zu leicht willkommen heißt und sucht nach Möglichkeiten, ihre Chancen auf einen Sieg zu verbessern. Zunächst modifiziert sie die Waffen von Kangs Schiff, um damit ein Dämpfungsfeld zu erzeugen, das auf dem Planeten des Albino alle Strahlenwaffen unbrauchbar macht. Die Klingonen haben dadurch einen Vorteil im Nahkampf.
Auf der Planetenoberfläche stellen sie fest, dass der Haupteingang zur Festung des Albinos vermint ist. Er hat ihnen offenbar eine Falle gestellt und hat nicht vor, es zu einem ehrenvollen Kampf kommen zu lassen. Sie entwickeln einen neuen Plan: Dax soll durch eine Explosion im Waffenlager für Ablenkung sorgen und so einen Teil der Wachen vom Hauptgebäude weglocken. Gleichzeitig sollen die Klingonen die Energieversorgung sabotieren. Beides gelingt und sie dringen ins Hauptgebäude zu dem völlig überrumpelten Albino vor. Sie liefern sich einen Kampf mit den verbliebenen Wachen. Dabei wird Koloth schwer verwundet und stirbt wenig später. Kang dringt bis zum Albino vor und wird von diesem im Zweikampf verwundet. Dax eilt ihm zu Hilfe und hält dem Albino ihr Bat’leth an die Kehle. Sie zögert, ihn zu töten. Schließlich übernimmt das Kang und er stirbt daraufhin in dem Glauben, Dax habe ihm diese Ehre überlassen wollen. Gemeinsam mit dem nur leicht verletzten Kor verlässt Dax den Planeten und kehrt nach Deep Space Nine zurück. Die Blicke von Sisko und Kira verraten ihr, dass die Dinge nun nicht mehr so sind, wie früher.

## Verbindungen zu anderen Star-Trek-Produktionen
Der Blutschwur greift die drei bekannten Klingonen Kor, Koloth und Kang wieder auf, die erstmals in den Folgen Kampf um Organia, Kennen Sie Tribbles? und Das Gleichgewicht der Kräfte der Originalserie Raumschiff Enterprise aus den Jahren 1967 und 1968 zu sehen waren.
Die Weltraum-Region, die von den Klingonen Klach D’Kel Brakt und von den Menschen Briar Patch genannt wird, sowie die legendäre Schlacht, die dort stattgefunden hat, werden hier erstmals erwähnt. Diese Region wird später in zahlreichen weiteren Folgen verschiedener Star-Trek-Serien erwähnt. Eine größere Bedeutung kommt ihr im Spielfilm Star Trek: Der Aufstand von 1998 und in Folge 4.06 (Die Augments) von Star Trek: Enterprise aus dem Jahr 2004 zu.

## Produktion

### Drehbuch

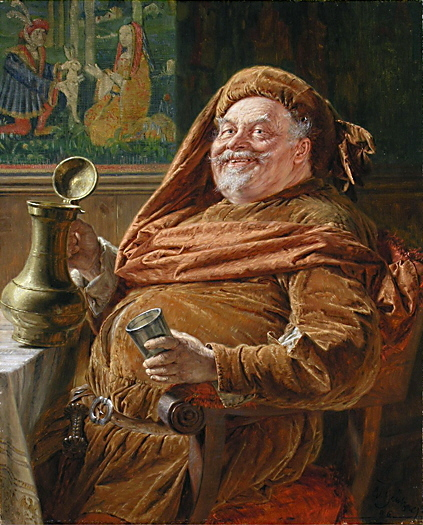
Kor ist der Figur Falstaff nachempfunden. Hier: Falstaff mit großer Weinkanne und Becher, Gemälde von Eduard von Grützner (1896)

Der Arbeitstitel der Folge lautete The Beast.
Anstelle von Kang, Kor und Koloth hätten in Peter Allen Fields’ ursprünglichem Entwurf eigentlich bislang unbekannte Klingonen auftreten sollen. Robert Hewitt Wolfe schlug vor, die drei bekanntesten Klingonen aus der Originalserie zurückzubringen.
Die Geschichte ist sehr stark von Akira Kurosawas Film Die sieben Samurai von 1954 und dem Remake Die glorreichen Sieben von John Sturges aus dem Jahr 1960 inspiriert. Kang ist der von Yul Brynner gespielten Figur Chris aus Die glorreichen Sieben nachempfunden, Koloth der von James Coburn gespielten Figur Britt. Das Gebaren von Kor hingegen ist der Figur Falstaff aus den Theaterstücken von William Shakespeare nachempfunden.

### Darsteller
Die Hauptfiguren Julian Bashir (Siddig El Fadil), Jake Sisko (Cirroc Lofton) und Miles O’Brien (Colm Meaney) haben in dieser Folge keinen Auftritt.
John Colicos hatte Kor bereits in der Folge Kampf um Organia von Raumschiff Enterprise gespielt. Bei seinem zweiten Auftritt in der Zeichentrickserie Die Enterprise wurde Kor hingegen von James Doohan gesprochen. In Der Blutschwur nahm Colicos die Rolle wieder auf. Er spielte Kor später noch in zwei weiteren Folgen von Star Trek: Deep Space Nine.
Michael Ansara hatte Kang bereits in der Folge Das Gleichgewicht der Kräfte von Raumschiff Enterprise gespielt. Er spielte ihn später noch einmal in Folge 3.02 (Tuvoks Flashback) von Star Trek: Raumschiff Voyager. Er spielte außerdem Jeyal in Folge 4.21 (Die Muse) von Star Trek: Deep Space Nine.
William Campbell hatte Koloth bereits in der Folge Kennen Sie Tribbles? von Raumschiff Enterprise gespielt. In der Folge Tödliche Spiele auf Gothos hatte er außerdem Trelane gespielt. Bei seinem zweiten Auftritt in der Zeichentrickserie Die Enterprise wurde Koloth nicht von Campbell, sondern von James Doohan gesprochen. In Der Blutschwur nahm Campell die Rolle wieder auf. In Folge 5.06 (Immer die Last mit den Tribbles) von Star Trek: Deep Space Nine ist Campbell erneut als Koloth zu sehen, hierbei handelt es sich aber ausschließlich um wiederverwendetes Material aus der Folge Kennen Sie Tribbles?.
Christopher Collins, Darsteller des markalianischen Assistenten des Albinos, hatte zuvor bereits zwei Gastrollen in je einer Folge von Raumschiff Enterprise – Das nächste Jahrhundert sowie einen weiteren Markalianer namens Durg in Folge 1.09 (Der Parasit) von Star Trek: Deep Space Nine gespielt. Der Assistent des Albinos war eine seiner letzten Rollen. Er starb zweieinhalb Monate nach der Erstausstrahlung von Der Blutschwur an einer Gehirnblutung.

### Drehorte und Kulissen

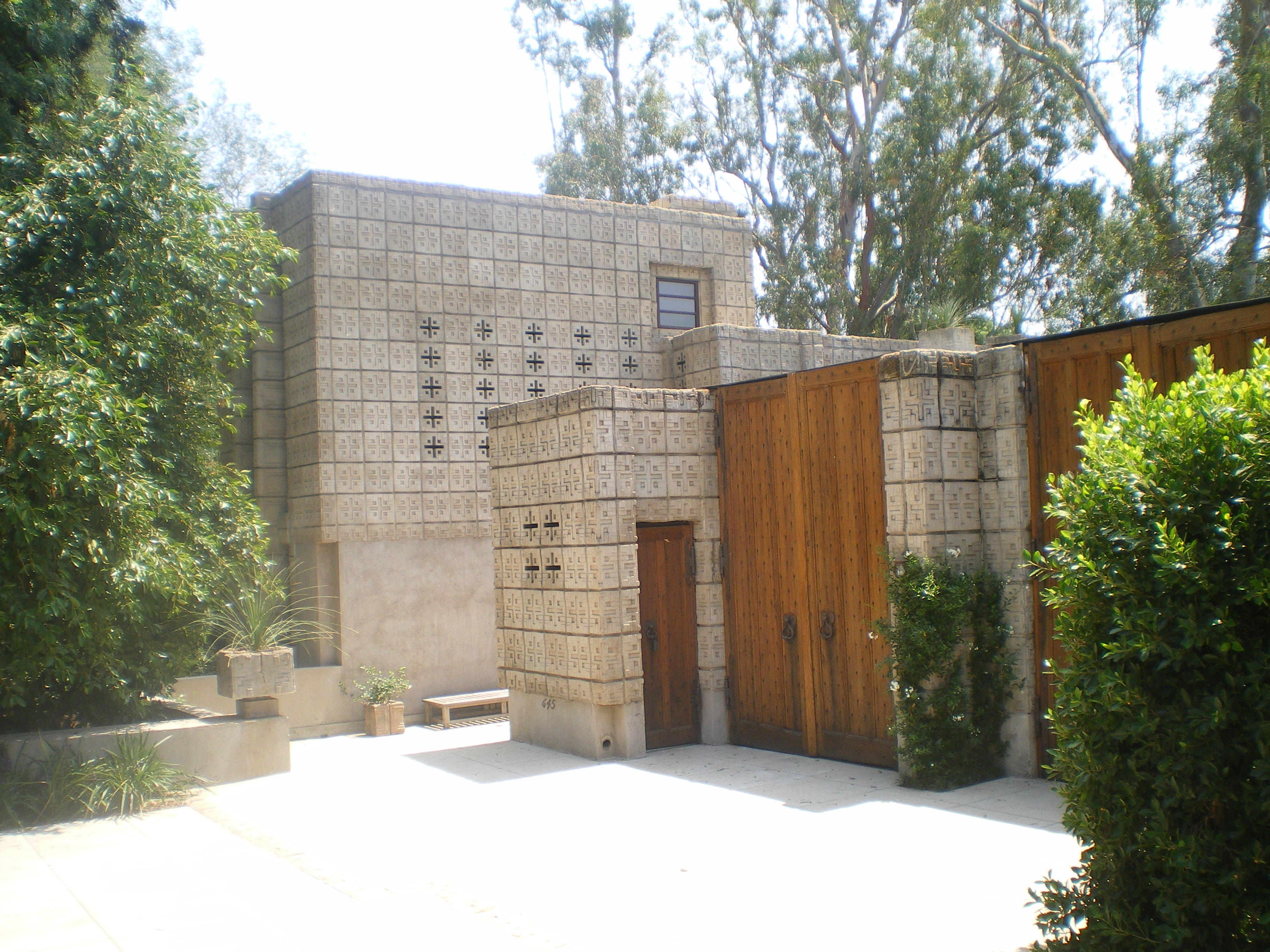
Das Millard House in Pasadena

Für die Außenansicht der Festung des Albinos wurde das Millard House in Pasadena genutzt. Für die Explosion des Waffenlagers wurde ein Modell angefertigt. Für den Innenraum der Festung wurde die Kulisse von Masakas Tempel aus Folge 7.17 (Der Komet) von Raumschiff Enterprise – Das nächste Jahrhundert wiederverwendet.

## Rezeption
Keith DeCandido bewertete Der Blutschwur 2013 auf tor.com als eine herausragende Folge von Star Trek: Deep Space Nine. Er fand, dies sei eine großartige Geschichte über Rache, Kameradschaft, Verrat, Ruhm und Ethik. Die drei bekannten Klingonen Kang, Kor und Koloth zurückzubringen hielt DeCandido für eine gute Entscheidung, denn dadurch würde die Geschichte mit einer größeren Bedeutung aufgeladen. Zudem seien die Drei exzellent gespielt. Auch Terry Farrell hat hier Gelegenheit, in ihrer Rolle als Jadzia Dax zu glänzen, ebenso spielt Bill Bolender einen überzeugenden Bösewicht. Weiterhin fand DeCandido das Ende der Folge, das völlig ohne Dialog auskommt, äußerst gelungen.
Sven Harvey zählte Der Blutschwur 2020 auf der Website Den of Geek zu den 25 besten Geschichten der Serie Star Trek: Deep Space Nine.